# الحقيقة بالأرقام: قصة ويكيبيديا
الحقيقة بالأرقام: قصة ويكيبيديا (بالإنجليزية: Truth in Numbers? Everything, According to Wikipedia)‏ هو أول فيلم وثائقي عن موسوعة ويكيبيديا. عرض في مؤتمر ويكيمانيا 2010. تم تصويره في العديد من قارات العالم. سجل الفيلم تاريخ ويكيبيديا وقدم مقابلات مع العديد من محرري ويكيبيديا حول العالم والآراء المتباينة حولها.
ويعد هذا الفيلم الوثائقي أول الافلام التي جسدت بدايات نشأة الموسوعة الأكثر شهرة في العالم. وتكلم عن اوليات إنشاء المشروع من قبل جيمي ويلز ولاري سانجر.
وقد حقق الفيلم رواجًا واسعًا عند إطلاقه في مؤتمر ويكيمانيا.

## روابط خارجية
- الحقيقة بالأرقام: قصة ويكيبيديا على موقع IMDb (الإنجليزية)
- الحقيقة بالأرقام: قصة ويكيبيديا على موقع روتن توميتوز (الإنجليزية)
- الحقيقة بالأرقام: قصة ويكيبيديا على موقع نتفليكس (الإنجليزية)
- الحقيقة بالأرقام: قصة ويكيبيديا على موقع أول موفي (الإنجليزية)
- الحقيقة بالأرقام: قصة ويكيبيديا على موقع فيلمافينيتي (الإسبانية)
- الحقيقة بالأرقام: قصة ويكيبيديا على موقع قاعدة بيانات الفيلم (الإنجليزية)
- الحقيقة بالأرقام: قصة ويكيبيديا على موقع ليتربوكسد (الإنجليزية)
- الحقيقة بالأرقام: قصة ويكيبيديا على موقع كينوبويسك (الروسية)